# Dodécaèdre augmenté
Pour les articles homonymes, voir J58.
Le dodécaèdre augmenté est un polyèdre faisant partie des solides de Johnson (J58). Comme le nom l'indique, il peut être construit en augmentant un dodécaèdre en attachant une pyramide pentagonale (J2) à une des faces.  
Les 92 solides de Johnson ont été nommés et décrits par Norman Johnson en 1966.